# Дуализам
Дуализам (латински: dualis — двојан, двострук) или двојство јест појам који означава да је нешто састављено од два основна чиниоца (елемента, дела, принципа и сл.).
Постоје дуализми материје и силе, каузалитета и финалитета, слободе и нужности у филозофији, квантитета и квалитета у природи, сижеа и стила у умјетности, мушког и женског пола у биологији итд.

## Филозофско значење
У филозофији, дуализам је мишљење — опречно монизму — да постоје двије исконске, равноправне и несводљиве категорије стварности (два основна модалитета, двије исконске „супстанције“, два конститутивна принципа свега, што постоји): дух и тело, односно идеја и материја.
Први почеци дуализма крију се већ у примитивном анимизму и демонизму, који емпиричку двојакости физичких и психичких манифестација код човјека проширују на читаву природу, приписујући сваком материјалном предмету његов невидљиви „душевни“ педант. Та се схватања најприје таложе у митским персонификацијама и дивинизацијама природних објеката, небеских телеса, временских и биолошких циклуса, важних, импресивних и необичних појава, катастрофа итд. У најранијим полумитским концепцијама грчке „природне филозофије“ дуализам се појављује као хилозоизам (мишљење да је све у природи прожето животом), као наука о „космичком уму“, о „души свијета“, која предањује материју итд. Код Платона дуализам се изразио у учењу о цвијету идеја и цвијету појавности; код Аристотела у теорији о форми-души, која обликује и оживљава пасивну вечну материју. Те дуалистичке филозофске концепције контаминирају се у доба појаве хришћанства с религиозним доживљајима о богу-духу („светом духу“), о посмртном животу душе итд, што удара темељ дуализму хришћанске теологије и сколастике.
На почетку Новог вијака нова фаза филозофског дуализма започиње с Декартовом теоријом о духу и твари као апсолутно хетерогеним супстанцијама. Та теорија, преко оказионалистичких дискусија, Леибницове науке о престабилној хармонији између духовних и материјалних модификација у монадама, преко Кантове концепције о неспознатљивим духовним и материјалним „стварима по себи“, преко разних панпсихизама, психофизичких паралелизама итд. траје до данас.
Дуализам се релативно ријетко јавља као чисти дуализам, тј. наука о исконској и несводљивој двојности цвијета. Код већине филозофа крије се под дуалистичком фасадом уверење о апсолутном приоритету било духовног, било материјалног фактора стварности, и тако се привидни дуализам коначно разрјеђује у идеалистички или материјалистички поглед на цвијет (види Материјализам). Дуализму и плурализму (који тврди постојање мноштва изворних принципа) супротставља се монизам, учење (које је нпр. заступао Б. Спиноза) да се свеколика стварност, духовна и чулна, да се све њене противречности и разлике могу извести из једног јединственог изворног принципа (види Монизам).

## Религијско значење
Религиозна наука о два принципа, двије силе, које се од искона боре за превласт и коначну побједу у свијету. Опречни принципи дефинишу се као различито: као добро и зло, свјетлост и тама, мушкост и женственост (јин и јанг код Кинеза), Ормузд и Ахриман (у прастарој персијској Зороастровој религији), бијели и црни бог (у вери старих Славена), бог и сатан (у манихејизму, научању персијског верског реформатора Манија, 216- 276). Примијењен не само на природу и животне манифестације, него и на друштвене — класне и економске — односе, дуализам манихејског типа особито се снажно изразио у реформиним „херетичким“ покретима између IX и XIII века (бугарски и босански богумили, патарени, хатари, албигенези, валдензи итд.).

## Значење у политици
Двојно устројство Аустроугарске монархије која је, према нагодби из 1867, била сложена од двије државе — аустријске царевине и угарске краљевине — под једном (хабзбуршком) династијом.

## Значење у физици
У физици, двоструко својство вала и корпускула; основно својство материје, према којему свака елементарна честица има својства валног гибања, а електромагнетски таласи својства честица.

## Кибернетика
Дуализам у кибернетици се односи на системе или проблеме у којима један или више интелигентних противника покушавају да искористе слабости истраживача. Примери могу укључивати противника који игра игру, супарнички закон, еволуциони систем предатора/паразита и плена/домаћина, или покушаје политике/поробљавања.
Дуализам у кибернетици је произашао из идеје да постоји још један облик дуализма осим класичног дуализма ума и материје, а ово је варијанта форме-материје коју је први предложио филозоф Анаксагора, а даље су развили Платон и Аристотел. Норберт Винер, творац кибернетике, користио је ово као основу свог става да је информација другачија стварност од материје и енергије. У основној дисциплини кибернетике коју је развио, Винер је такође црпео из картезијанског дуализма, који је разликовао некогнитивно тело и непроширени/бестелесни ум. Он је оцртао дуализам који се супротставља материји/енергији информацијама и предложио да је могуће да живо и неживо буду унутар истог зида који их је некада делио.
Грегори Бејтсон је допринео развоју овог појма дуализма кроз своју теорију ума, која је предложио да ум проширује границе мозга и тела тако да је у стању да преузме вишеструке повратне петље, што онда ствара везу између организама и остатка природног света. Кључни елемент овде је концепт повратне спреге, који омогућава идентификацију каузалних петљи тако да систем може да промени своје понашање и добије информације из окружења које се тичу спољашњих промена које су резултат тог промењеног понашања, користећи их као основу за будуће акције. Ова кибернетичка идеја довела је у питање традиционални дуализам субјект/објекат.